# LVMH
Louis Vuitton Moët Hennessy of Moët Hennessy Louis Vuitton (intern) (LVMH) is het grootste conglomeraat ter wereld van luxeproducten. Het Franse bedrijf is gevestigd in Parijs en beursgenoteerd aan Euronext Paris, waar het deel uitmaakt van de CAC 40-index. De familie Arnault is de belangrijkste aandeelhouder in het bedrijf. De groep had in 2021 wereldwijd meer dan 175.000 mensen in dienst en 5556 winkels.

## Activiteiten
LVMH werd oorspronkelijk gevormd door de fusie van de champagneproducent Moët et Chandon en cognacproducent Hennessy, dat het bedrijf Moët Hennessy vormde. In 1987 fuseerde het concern weer, maar dit keer met de modefabrikant Louis Vuitton, dat volgens velen tot een nogal vreemde combinatie zou leiden. Het bedrijf is georganiseerd in vijf divisies: Wijnen & Sterke Dranken, Mode & Lederwaren, Parfum & Cosmetica, Horloges & Juwelen en Distributie.
LVMH bezit ruim 5556 winkels wereldwijd. In 2021 behaalde het bedrijf een omzet van € 64 miljard, waarvan 6% in Frankrijk. De Verenigde Staten was de grootste afzetmarkt en vertegenwoordigde een kwart van de totale omzet. Azië, inclusief Japan, had een aandeel van ruim een derde in de totale omzet. Mode & Lederwaren vertegenwoordigde de helft van de totale omzet en heeft van de vijf divisies veruit de hoogste winstmarges.
Het oudste merk van de LVMH-merken is de wijnproducent Château d'Yquem, waarvan de oorsprong tot 1593 teruggaat. Moët et Chandon dateert uit 1743, Veuve Clicquot Ponsardin uit 1772, Hennessy uit 1765 en Johann-Joseph Krug richtte zijn merken op in 1843. Het Huis van Louis Vuitton is opgericht in 1854.
In 1996 nam LVMH de luxe schoenmaker StefanoBi over.
In 1996 begon LVMH met de koop van een belang in DFS Group Ltd. In december 1996 kocht het een aandelenbelang van 58,75% voor US$ 2,47 miljard. DFS heeft op zo'n 180 luchthavens in Azië taxfreewinkels en verkoopt daar luxeartikelen waaronder die van LVMH. DFS was niet beursgenoteerd en in handen van een zeer kleine groep aandeelhouders. Na de uitkoop van een derde aandeelhouder was in februari 1997 het belang gestegen naar 61,25%. LVMH heeft op de resterende aandelen een bod gedaan, maar DFS-medeoprichter en aandeelhouder Robert Miller heeft nog altijd een minderheidsbelang.
In 2001 kocht LVMH het modehuis Donna Karan. In 2016 werd het verlieslatende modehuis Donna Karan weer verkocht voor US$ 650 miljoen aan G-III Apparel Group.
In oktober 2010 maakte het een aandelenbelang van 14% in Hermès bekend. Hermès reageerde zeer negatief en er ontstond een jarenlange juridische strijd. In januari 2011 besloot de Franse beurstoezichthouder Autorité des Marchés Financiers (AMF) dat LVMH geen openbaar bod op de aandelen Hermes mocht uitbrengen, maar in december was het belang gestegen naar 22,6%. In september 2014 verloor LVMH een rechtszaak en werd veroordeeld tot het afstoten van de aandelen Hermès. In december 2014 werden deze aandelen aan de aandeelhouders van LVMH overgedragen. Het aandelenpakket had destijds een waarde van US$ 7,5 miljard.
In 2011 werd het Italiaanse familiebedrijf Bulgari overgenomen. Bulgari is actief in juwelen en horloges.
LVMH deed – indirect – in april 2017 een bod van € 12 miljard op de resterende aandelen Christian Dior SE die het bedrijf nog niet in handen had. In juli 2017 werd deze transactie afgerond waarmee LVMH een nog sterkere positie heeft verworven binnen het luxe modesegment en is de eigendomsstructuur vereenvoudigd.
In 2016 werd het modewarenhuis Franck et Fils in Parijs, dat sinds 1994 onder de vlag van LVMH opereerde, gesloten om plaats te maken voor La Grande Epicerie de Paris.
In 2017 nam LVMH 80% van de aandelen van Rimowa over voor € 640 miljoen.
Op 25 november 2019 bereikte LVMH en de Amerikaanse sieradenketen Tiffany & Co. een overeenstemming, waarbij Tiffany voor € 14,7 miljard wordt overgenomen. Het is de grootste overname in de geschiedenis van LVMH. Met de overname voegt LVMH zo'n € 4 miljard aan omzet toe en ruim 300 verkooppunten. Door de coronapandemie zag Tiffany de omzet met 36% dalen in het eerste halfjaar van 2020. In september zag LVMH af van de koop en Tiffany probeerde via de rechter LVMH te dwingen om de overname af te ronden. Eind oktober bereikten de twee toch overeenstemming. LVMH zet de koop door, maar tegen een iets lagere prijs van US$ 131,50 per aandeel (was US$ 135) waarmee de totale koopsom zo'n US$ 425 miljoen lager uit kwam. De transactie werd in januari 2021 afgerond en sindsdien maakt het onderdeel uit van de divisie Horloges & Juwelen.
De familie Arnault is de grootste aandeelhouder en had per eind 2021 zo'n 47,8% van de aandelen in handen en 63,9% van het stemrecht. Eind 2021 had LVMH een marktkapitalisatie van € 367 miljard.

## Merken en bedrijven

### Wijnen en sterkedranken
- 10 Cane
- AO Yun
- Ardbeg
- Armand De Brignac
- Belvedere
- Bodega Numantha
- Cape Mentelle
- Chandon Estates
- Chateau Cheval Blancs
- Château d'Esclans
- Château d'Yquem
- Cheval des Andes
- Clos 19
- Clos des Lambrays
- Cloudy Bay
- Glenmorangie
- Hennessy
- Krug
- Mercier
- Moët & Chandon (inclusief Dom Pérignon)
- Newton
- Numanthia
- Ruinart
- Terrazas de los Andes
- Veuve Clicquot
- Volcan de mi Terra
- Wenjun
- Woodinville (sinds 2010)

### Mode en lederwaren
- Berluti (sinds 1993)
- Céline (sinds 1996)
- Christian Dior (sinds 2017)
- Donna Karan (van 2001-2016)
- Nowness
- Emilio Pucci (sinds 2000)
- Fendi (sinds 2001)
- Fenty (meerderheidsbelang sinds 2019)
- Givenchy (sinds 1988)
- J.W. Anderson (minderheidsbelang sinds 2013)
- Kenzo (sinds 1993)
- Loewe (sinds 1996)
- Loro Piana (sinds 2013)
- Louis Vuitton
- Marc Jacobs (sinds 1997)
- Moynat (sinds 2010)
- Nicholas Kirkwoord (meerderheidsbelang van 2013-2020)
- Jean Patou (meerderheidsbelang sinds 2018)
- Rimowa (meerderheidsbelang sinds 2017)
- StefanoBi (sinds 1996)
- Thomas Pink  (sinds 2003)

### Horloges en sieraden
- Bulgari
- Chaumet
- De Beers
- Dior Watches
- FRED
- Hublot
- Repossi (minderheidsbelang sinds 2015)
- TAG Heuer (sinds 1999)
- Tiffany & Co.
- Zenith International S.A.
- Louis Vuitton Watches

### Winkels en warenhuizen
- DFS
- Franck et Fils (van 1994-2016)
- La Samaritaine (sinds 1984)
- La Grande Epicerie
- Le Bon Marché
- Miami Cruiseline Services
- Sephora (sinds 1997)

### Parfums en cosmetica
- Acqua di Parma (50%-belang sinds 2001)
- BeneFit Cosmetics
- Fenty Beauty (sinds 2017)
- Fresh
- Guerlain (sinds 1994)
- Kenzo Parfums
- Laflachère
- Make Up For Ever
- Parfums Christian Dior
- Parfums Givenchy (sinds 1987)
- Perfumes Loewe

### Motorjachten
- Princess Yachts
- Royal Van Lent Shipyard